# (22748) 1998 UW8
(22748) 1998 UW8 est un objet de la ceinture principale d'astéroïdes extérieure découvert en 1998.

## Description
(22748) 1998 UW8 a été découvert le 17 octobre 1998 à la station de Xinglong, dans la province chinoise d'Hebei (Chine), par le Beijing Schmidt CCD Asteroid Program.

### Caractéristiques orbitales
L'orbite de cet astéroïde est caractérisée par un demi-grand axe de 3,22 UA, un périhélie de 2,94 UA, une excentricité de 0,09 et une inclinaison de 1,64° par rapport à l'écliptique. Du fait de ces caractéristiques, à savoir un demi-grand axe entre 3,2 et 4,6 UA, il est classé, selon la JPL Small-Body Database, comme objet de la ceinture principale d'astéroïdes extérieure.

### Caractéristiques physiques
(22748) 1998 UW8 a une magnitude absolue (H) de 14,0 et un albédo estimé à 0,175.